# Планк (місячний кратер)
Кра́тер Планк (лат. Planck) — гігантський стародавній метеоритний кратер у південній півкулі зворотного боку Місяця. Назву присвоєно на честь німецького фізика-теоретика, основоположника квантової фізики Макса Планка (1858—1947) й затверджено Міжнародним астрономічним союзом у 1970 році. Утворення кратера відбулося у донектарському періоді.

## Опис кратера

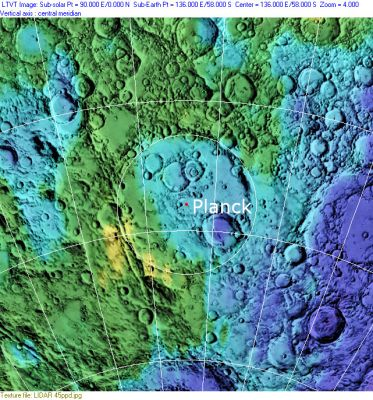
Топографія кратера Планк. Візуалізація замірів лазерного альтиметра LIDAR зонда Clementine

Кратер Планк знаходиться на західному краю басейну Південний полюс — Ейткен. Найближчими сусідами кратера є кратер Фехнер, що перекриває західний край кратера; кратер Пікельнер на північному заході; кратер Гаген на півночі; кратер Цераський на півночі північному сході; кратер Пуанкаре на сході; кратер Кейо на сході південному сході; кратер Гротріан на півдні південному заході и кратер Ван Вейк на південному заході. Південно-східну частину чаші кратера Планк перекриває кратер Прандтль. По дотичній уздовж західної частини валу кратера Планк пролягає долина Планка. Селенографічні координати центру кратера — 57°23′ пд. ш. 135°05′ сх. д. / 57.39° пд. ш. 135.09° сх. д., діаметр — 321 км, глибина — близько 2,8 км.
Кратер Планк належить до басейнів з кільцевим хребтом всередині (англ. peak-ring basin). Цей хребет зберігся лише фрагментарно; його діаметр є удвічі менший за діаметр кратера (160 км). Подібно до інших великих кратерів, Планк створює невелику гравітаційну аномалію (аномалія Бугера додатна в центрі кратера і від'ємна по краях; різниця становить 167±52 мГал).
За тривалий час свого існування кратер Планк зазнав значних руйнувань, вал перетворився у кільце з окремих піків та хребтів і його важко розрізнити на фоні навколишньої місцевості. Дно чаші кратера є пересіченим, окремі зони у північно-східній і північно-західній частинах чаші затоплені і вирівняні темною базальтовою лавою. У північній частині чаші розташована група сателітних кратерів — Планк A, B, Z, Y, W. Сателітний кратер Планк Y затоплений лавою, над поверхнею якої виступає лише вузька вершина валу, чаша сателітного кратера Планк Z також затоплена лавою і має борозни. Чаша сателітного кратера Планк B зайнята майже концентричним кратером меншого розміру і рясно покрита мережею борозен. Південна частина чаші кратера має окремі рівні ділянки.

## Сателітні кратери
| Планк | Координати                                                  | Діаметр, км |
| ----- | ----------------------------------------------------------- | ----------- |
| A     | 54°11′ пд. ш. 137°24′ сх. д. / 54.18° пд. ш. 137.4° сх. д.  | 18,6        |
| B     | 55°22′ пд. ш. 137°11′ сх. д. / 55.37° пд. ш. 137.18° сх. д. | 44,9        |
| C     | 52°58′ пд. ш. 141°16′ сх. д. / 52.96° пд. ш. 141.26° сх. д. | 43,7        |
| J     | 62°27′ пд. ш. 145°05′ сх. д. / 62.45° пд. ш. 145.09° сх. д. | 25,2        |
| K     | 64°31′ пд. ш. 146°05′ сх. д. / 64.52° пд. ш. 146.09° сх. д. | 26,1        |
| L     | 66°27′ пд. ш. 141°40′ сх. д. / 66.45° пд. ш. 141.66° сх. д. | 23,4        |
| W     | 55°26′ пд. ш. 131°17′ сх. д. / 55.44° пд. ш. 131.28° сх. д. | 17,4        |
| X     | 53°56′ пд. ш. 129°19′ сх. д. / 53.94° пд. ш. 129.31° сх. д. | 22,3        |
| Y     | 54°41′ пд. ш. 132°10′ сх. д. / 54.68° пд. ш. 132.17° сх. д. | 40,8        |
| Z     | 55°49′ пд. ш. 135°06′ сх. д. / 55.81° пд. ш. 135.1° сх. д.  | 66,8        |

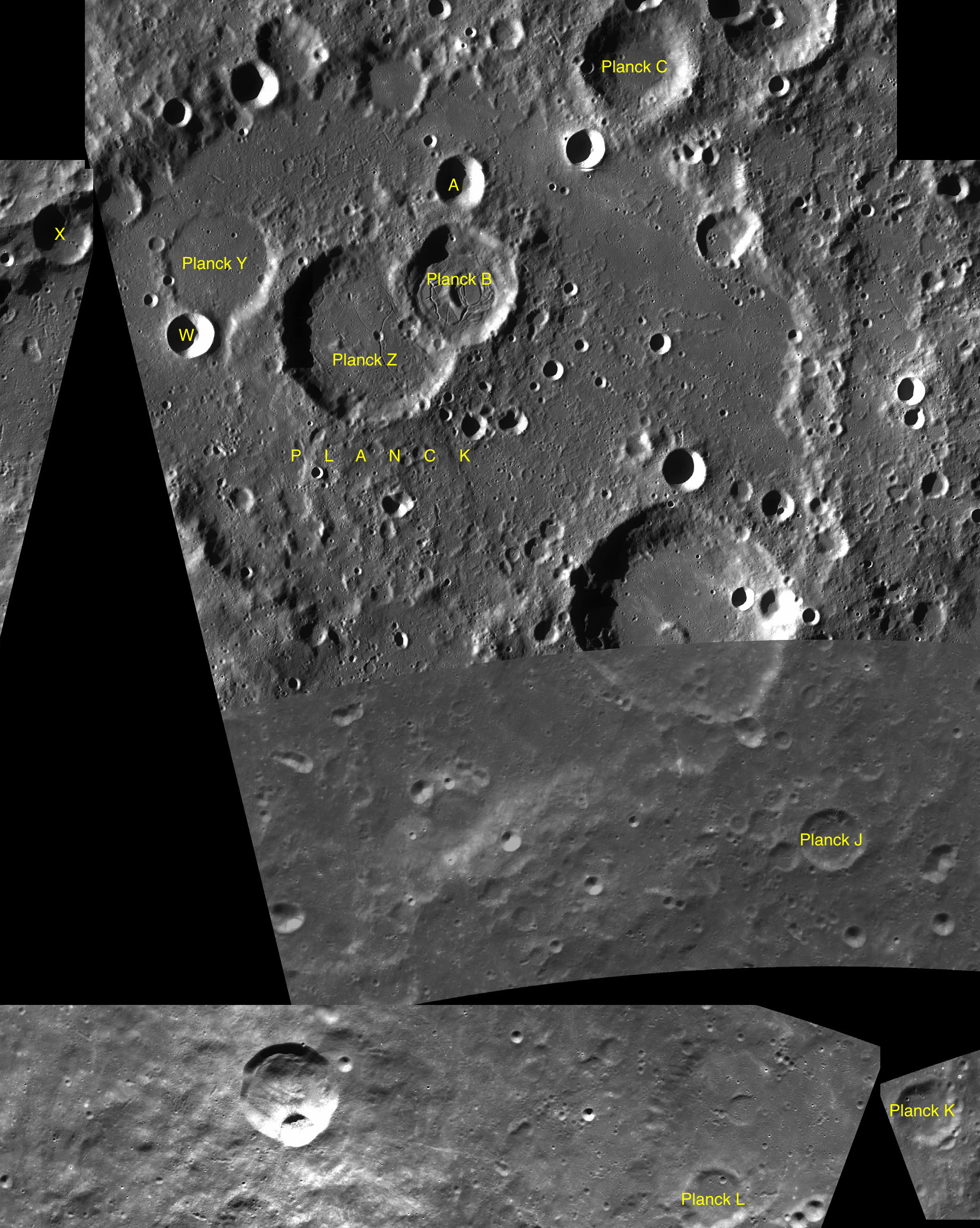
Фрагмент мап LAC-130, LAC-131, LAC-140, LAC-141.

- Утворення сателітного кратера Планк B відбулося у нектарському періоді[2].
- Утворення сателітного кратера Планк Z відбулося у донектарському периоді[2].